# لوکاس وینترا
لوکاس وینترا (یونانی: Λουκάς Βύντρα؛ زاده ۵ فوریهٔ ۱۹۸۱) یک بازیکن فوتبال اهل جمهوری چک است.
وی همچنین در تیم ملی فوتبال یونان بازی کرده‌است.